# Pasivo contingente
En contabilidad, un pasivo contingente es una obligación surgida a raíz de sucesos pasados, cuya existencia puede ser consecuencia, con cierto grado de incertidumbre, de un suceso futuro, o que no está recogida en los libros por no obligar a la empresa a desprenderse de recursos o no ser susceptible de cuantificación en ese momento.
El término surge del concepto contable de pasivo, que engloba todas las obligaciones que asume una entidad (persona física o jurídica con obligación de llevar libros contables). A este término se le añade el adjetivo contingente, que a su vez procede de contingencia, indicando que dicha obligación no es segura al cien por ciento pero puede producirse en un futuro previsible.

## Trato contable de los pasivos contingentes
En ocasiones, la contabilidad obliga a recoger pasivos contingentes a través de previsiones denominadas previsiones por riesgos y gastos. Esto se hace por el principio de prudencia, tratando de que los libros contables reflejen los riesgos que una empresa está asumiendo. podemos agregar que el pasivo contingente se encuentra en activos fijos tales como terrenos lo puedes  tomar con erogaciones incluso discrepancia fiscal y ninguna de sus cuentas tiene iva.

## Ejemplos de pasivos contingentes
El ejemplo más característico es un litigio. La empresa no conoce cómo va a terminar, pero puede verse obligada a pagar una cantidad de dinero si lo pierde. En ese caso, es posible que lo recoja con una provisión (IAS 37).
De todas maneras, no todo litigio da lugar a un pasivo contingente. Normalmente, se exige que, para que sea contabilizable, debe ser altamente probable y cuantificable.